# 3 (album de Soulfly)
Pour les articles homonymes, voir 3 (homonymie).
Albums de Soulfly
Primitive
(2000) Prophecy
(2004)
3  est le troisième album studio du groupe de metal Soulfly, sorti en 2002 avec le label Roadrunner Records.

## Informations
La pochette de l'album montre un Om̐ (ॐ), une syllabe sanskrite que l'on retrouve dans plusieurs religions. Le titre original devait être Downstroy, le premier titre de l'album. Max Cavalera dira plus tard qu'il regrette d'avoir changé le titre de l'album.

## Liste des titres
Toutes les chansons sont écrites et composées par Max Cavalera sauf si spécifié.
| 3     | 3                                                              | 3     | 3 | 3 | 3 | 3 | 3 | 3 | 3 |
| No    | Titre                                                          | Durée |   |   |   |   |   |   |   |
| ----- | -------------------------------------------------------------- | ----- | - | - | - | - | - | - | - |
| 1.    | Downstroy                                                      | 4:24  |   |   |   |   |   |   |   |
| 2.    | Seek 'N' Strike                                                | 4:27  |   |   |   |   |   |   |   |
| 3.    | Enterfaith                                                     | 4:46  |   |   |   |   |   |   |   |
| 4.    | One (feat. Cristian Machado)                                   | 5:22  |   |   |   |   |   |   |   |
| 5.    | L.O.T.M. (Last of the Mohicans)                                | 2:35  |   |   |   |   |   |   |   |
| 6.    | Brasil                                                         | 5:00  |   |   |   |   |   |   |   |
| 7.    | Tree of Pain (feat. Asha Rabouin & Richie Cavalera)            | 8:20  |   |   |   |   |   |   |   |
| 8.    | One Nation (Sacred Reich cover feat. Greg Hall & Wiley Arnett) | 3:42  |   |   |   |   |   |   |   |
| 9.    | 9-11-01 (silent track)                                         | 1:00  |   |   |   |   |   |   |   |
| 10.   | Call to Arms (feat. Danny Marianino)                           | 1:23  |   |   |   |   |   |   |   |
| 11.   | Four Elements                                                  | 4:22  |   |   |   |   |   |   |   |
| 12.   | Soulfly III (instrumental)                                     | 5:00  |   |   |   |   |   |   |   |
| 13.   | Sangue de Bairro (Chico Science & Nação Zumbi cover)           | 2:19  |   |   |   |   |   |   |   |
| 14.   | Zumbi                                                          | 6:16  |   |   |   |   |   |   |   |
| 59:06 |                                                                |       |   |   |   |   |   |   |   |

| Edition Japonaise | Edition Japonaise              | Edition Japonaise | Edition Japonaise | Edition Japonaise | Edition Japonaise | Edition Japonaise | Edition Japonaise | Edition Japonaise | Edition Japonaise |
| No                | Titre                          | Durée             |                   |                   |                   |                   |                   |                   |                   |
| ----------------- | ------------------------------ | ----------------- | ----------------- | ----------------- | ----------------- | ----------------- | ----------------- | ----------------- | ----------------- |
| 15.               | I Will Refuse (Pailhead cover) | 4:07              |                   |                   |                   |                   |                   |                   |                   |
| 1:03:02           |                                |                   |                   |                   |                   |                   |                   |                   |                   |

| Edition limitée | Edition limitée                       | Edition limitée | Edition limitée | Edition limitée | Edition limitée | Edition limitée | Edition limitée | Edition limitée | Edition limitée |
| No              | Titre                                 | Durée           |                 |                 |                 |                 |                 |                 |                 |
| --------------- | ------------------------------------- | --------------- | --------------- | --------------- | --------------- | --------------- | --------------- | --------------- | --------------- |
| 16.             | Under the Sun (Black Sabbath cover)   | 5:47            |                 |                 |                 |                 |                 |                 |                 |
| 17.             | Eye for an Eye (Live at Ozzfest 2000) | 4:09            |                 |                 |                 |                 |                 |                 |                 |
| 18.             | Pain (Live at Ozzfest 2000)           | 5:01            |                 |                 |                 |                 |                 |                 |                 |
| 1:17:58         |                                       |                 |                 |                 |                 |                 |                 |                 |                 |

## Personnel
| Soulfly - Max Cavalera – Chant, 4-chordes guitare, berimbau, sitar, guitare basse pour "I Will Refuse", percussions on "Brasil" - Marcello Dias – Guitare basse, chœur, traitement du son, percussion, programmation de batterie pour "One", sitar pour "Tree Of Pain", clavier pour "Soulfly III" - Mikey Doling – Guitare, percussions - Roy Mayorga – Batterie, percussions Musiciens additionnels - Meia Noite – Percussion - Otto D'Agnolo – Clavier, effets audios additionnels - John Naylor – Programmation additionnelle - Greg Hall – Batterie pour "One Nation" and "I Will Refuse" - Wiley Arnett – Guitare pour "One Nation" - Zyon Cavalera – "Pledge Of Allegiance" chants d'intro pour "One Nation" - Igor Cavalera – "Pledge Of Allegiance" chants d'intro pour "One Nation" - Jade Carneal – "Pledge Of Allegiance" chants d'intro pour "One Nation" - Noah Corona – "Pledge Of Allegiance" chants d'intro pour "One Nation" - Isabel Adelman – "Pledge Of Allegiance" chants d'intro pour "One Nation" - Dave Chavarri – Batterie pour "Under The Sun" - Joe Nunez – Batterie pour pistes live - Jason Rockman – Chants pour "Pain (Live At Ozzfest 2000)" - Jeff Hollinger – Chants pour "Pain (Live At Ozzfest 2000)" - Isaac Ayala – Chants pour "Pain (Live At Ozzfest 2000)" | Production - Max Cavalera – production, mixage pour "Soulfly III", "Zumbi", "I Will Refuse" - Otto D'Agnolo – Mixage pour "Soulfly III" et "Zumbi", production pour "Under The Sun" - Terry Date – Mixage - Jamison Weddle – Assistant mixage - Anthony Kilhoffer – Assistant - Ted Jensen – Mastering - Monte Conner – Artists and Repertoire - Toby Wright – Mixage pour "Under The Sun" Management - Oasis Management – Management - Gloria Cavalera – Management - Christina Newport – Management |